# La Paz, Santa Inés de Zaragoza
La Paz är en ort i Mexiko.   Den ligger i kommunen Santa Inés de Zaragoza och delstaten Oaxaca, i den sydöstra delen av landet, 300 km sydost om huvudstaden Mexico City. La Paz ligger 2 094 meter över havet och antalet invånare är 179.
Terrängen runt La Paz är lite kuperad. Runt La Paz är det ganska glesbefolkat, med 43 invånare per kvadratkilometer. Närmaste större samhälle är San Mateo Sosola, 12,7 km norr om La Paz. I omgivningarna runt La Paz växer huvudsakligen savannskog.